# 1662
| [ Edytuj tabelę ]              | |
| Król Polski                    | - 1648 Jan Kazimierz 1668 |
| Współksiążęta Andory           | - 1655 Joan Manuel de Espinosa 1663 - 1643 Ludwik XIV 1715                                                                           |
| Król Anglii i Szkocji          | - 1660 Karol II 1685 |
| Elektor Bawarii                | - 1651 Ferdynand Maria 1679 |
| Elektor Brandenburgii          | - 1640 Fryderyk Wilhelm 1688 |
| Sułtan Brunei                  | - 1660 Abdul Mubin 1673 |
| Cesarz Chin                    | - 1661 Kangxi 1722 |
| Król Czech                     | - 1657 Leopold I Habsburg 1705 |
| Król Danii                     | - 1648 Fryderyk III 1670 |
| Dalajlama                      | - 1617 Lobsang Gjaco 1682 |
| Cesarz Etiopii                 | - 1632 Fasiledes 1667 |
| Król Francji                   | - 1643 Ludwik XIV 1715 |
| Król Hiszpanii                 | - 1621 Filip IV 1665 |
| Landgraf Hesji-Kassel          | - 1637 Wilhelm VI Sprawiedliwy 1663                                                                                                  |
| Stadhouder Holandii            | - 1650 pierwszy okres bez stadhoudera 1672                                                                                           |
| Szach Iranu                    | - 1642 Abbas II 1666 |
| Państwo Wielkich Mogołów       | - 1658 Aurangzeb 1707 |
| Król Irlandii                  | - 1660 Karol II Stuart 1685 |
| Cesarz Japonii                 | - 1654 Go-Sai 1663 |
| Kalif                          | - 1648 Mehmed IV 1687 |
| Patriarcha Konstantynopola     | - 1657 Parteniusz IV 1662 - 1662 Dionizy III 1665                                                                                    |
| Władca Korei                   | - 1659 Hyŏnjong 1674 |
| Książę Kurlandii i Semigalii   | - 1642 Jakub Kettler 1682 |
| Książę Liechtensteinu          | - 1627 Karol Euzebiusz 1684 |
| Książę Monako                  | - 1612 Honoriusz II 1662 - 1662 Ludwik I 1702                                                                                        |
| Król Nawarry                   | - 1643 Ludwik XIV 1710 |
| Król Norwegii                  | - 1648 Fryderyk III 1670 |
| Sułtan Omanu                   | - 1649 Sultan I ibn Sajf 1688 |
| Elektor Palatynatu             | - 1648 Karol I Ludwik 1680 |
| Papież                         | - 1655 Aleksander VII 1667 |
| Książę Parmy i Piacenzy        | - 1646 Ranuccio II 1694 |
| Król Portugalii                | - 1656 Alfons VI 1683 |
| Książę w Prusach               | - 1640 Fryderyk Wilhelm Wielki Elektor 1688                                                                                          |
| Car Rosji                      | - 1645 Aleksy I 1676 |
| Cesarz Rzymski (niemiecki)     | - 1658 Leopold I Habsburg 1705 |
| Kapitanowie Regenci San Marino | - 1661 Carlo Tosini Innocenzo Bonelli 1662 - 1662 Fulgenzio Maccioni Girolamo Moracci 1662 - 1662 Lodovico Belluzzi Pompeo Zoli 1663 |
| Elektor Saksonii               | - 1656 Jan Jerzy II Wettyn 1680 |
| Król Szwecji                   | - 1660 Karol XI 1697 |
| Król Tajlandii                 | - 1656 Narai 1688 |
| Sułtan Turków                  | - 1648 Mehmed IV 1687 |
| Doża Wenecji                   | - 1659 Domenico Contarini 1674 |
| Król Węgier                    | - 1655 Leopold I 1705 |
| Książęta Wirtembergii          | - 1628 Eberhard III 1674 |

Rok 1662 / MDCLXII
stulecia: XVI wiek ~
XVII wiek ~
XVIII wiek

lata: 1652 «
1657 «
1658 «
1659 «
1660 «
1661 «
1662
» 1663
» 1664
» 1665
» 1666
» 1667
» 1672

## Wydarzenia w Polsce
- 9 sierpnia – silne trzęsienie ziemi w Tatrach, w wyniku którego zginęło wiele osób. Według legend zniszczeniu uległ wówczas wierzchołek Sławkowskiego Szczytu.
- 29 listopada – hetman polny litewski Wincenty Aleksander Gosiewski zginął w zamachu zorganizowanym przez członków Związku Braterskiego.
- Hetman polny koronny Andrzej Potocki założył na Pokuciu miasto Stanisławów.
- Rakoniewice otrzymały prawa miejskie.

## Wydarzenia na świecie
- 1 lutego – armia chińska pod dowództwem Koxingi zdobyła ostatni broniony przez Holendrów fort na Tajwanie, wypierając ich z wyspy.
- 25 lipca – wybuchło powstanie moskiewskie.
- 29 września – VI wojna wenecko-turecka: zwycięstwo floty weneckiej w bitwie pod Kos.

## Urodzili się
- 30 kwietnia – Maria II Stuart, królowa Anglii, Szkocji i Irlandii (zm. 1694)
- 11 lipca – Maksymilian II Emanuel, elektor bawarski (zm. 1726)
- 13 sierpnia – Łukasz Jacek Czermiński, polski duchowny katolicki, biskup pomocniczy przemyski (zm. 1717)
- 18 listopada - Anna Elżbieta Francuska, francuska królewna (zm. 1662)

## Zmarli
- 13 lutego – Elżbieta Stuart, księżniczka szkocka, elektorka Palatynatu Reńskiego, królowa Czech (ur. 1596)
- 2 kwietnia – Kasper Drużbicki SJ, prekursor kultu Serca Jezusowego (ur. 1590)
- 19 sierpnia – Blaise Pascal, francuski przyrodnik, matematyk, filozof i fizyk (ur. 1623)
- 22 września – John Biddle, słynny teolog i kaznodzieja angielski (ur. 1615)
- 20 listopada – Leopold Wilhelm Habsburg, gubernator hiszpańskich Niderlandów (ur. 1614)
- 29 listopada – Wincenty Aleksander Gosiewski, hetman polny litewski (ur. ok. 1620)

## Święta ruchome
- Tłusty czwartek: 16 lutego
- Ostatki: 21 lutego
- Popielec: 22 lutego
- Niedziela Palmowa: 2 kwietnia
- Wielki Czwartek: 6 kwietnia
- Wielki Piątek: 7 kwietnia
- Wielka Sobota: 8 kwietnia
- Wielkanoc: 9 kwietnia
- Poniedziałek Wielkanocny: 10 kwietnia
- Wniebowstąpienie Pańskie: 18 maja
- Zesłanie Ducha Świętego: 28 maja
- Boże Ciało: 8 czerwca